# Neoserica inclinata
Neoserica inclinata är en skalbaggsart som beskrevs av Brenske 1898. Neoserica inclinata ingår i släktet Neoserica och familjen Melolonthidae. Inga underarter finns listade i Catalogue of Life.